# Rivière Lachance (Mékinac)
Pour les articles homonymes, voir Lachance.
La rivière Lachance est un cours d'eau du canton de Bréhault et du canton de Badeaux, dans le territoire non organisé de la Rivière-de-la-Savane, dans la municipalité régionale de comté de Mékinac, dans la région administrative de la Mauricie, au Québec, au Canada.
Cette rivière coule vers le sud-est en territoire forestier et montagneux. La surface de la rivière est généralement gelée de novembre à avril ; la période sécuritaire de circulation sur la glace est habituellement de la mi-décembre à la fin mars. Depuis le milieu du XIXe siècle, la foresterie a été l'activité économique principale du secteur. Les activités récréo-touristique ont été mis-en-valeur au XXe siècle.

## Géographie
La zone nord du bassin versant de la rivière Lachance est drainé par la rivière de la Savane ; le versant de la rivière au Cenelles est voisin à l'ouest de la partie supérieure ; le ruisseau du Dépôt à l'ouest de la partie inférieure ; la rivière à la Chienne (incluant le ruisseau Sergerie), à l'est.
Un lac sans nom (altitude de 440 m) constitue le plan d'eau de tête de la rivière Lachance. Il est situé entre des sommets de montagne de 523 m au nord-est et 521 m à l'ouest. Ce lac se déverse vers le sud dans une petite décharge qui rejoint vers le sud le lac des Fourches (altitude de 436 m) qui comporte trois îles ; il se décharge au sud-ouest par une étroite baie. En descendant vers le sud, cette décharge traverse successivement trois petits lacs (le 3e étant le lac Boisvert), puis un autre lac sans nom (altitude de 426 m). Ce dernier reçoit du côté ouest un ruisseau provenant du lac du Pin Rouge. La rivière continue vers le sud pour aller se déverser dans le lac Lachance (altitude de 424 m) dont l'embouchure est au sud-est.
Puis la décharge de la rivière continue vers le sud-est en récupérant les eaux de la décharge de trois petits lacs du côté est, puis celle du lac Pontiac (altitude de 416 m) du côté ouest, ainsi qu'une décharge de trois petits lacs (dont le lac à la Loutre dont l'altitude est de 467 m) du côté est. La rivière continue sa descente vers le sud jusqu'au lac Senacose (altitude de 411 m). Ce dernier lac récupère du côté est la décharge du lac de la Culbute (altitude de 492 m) et d'un autre petit lac sans nom (altitude de 490 m). Le lac Senacose se décharge du côté sud-est dans un tout petit lac à la limite des cantons de Bréhault et de Badeaux.
La rivière continue vers le sud-est en récupérant la décharge du lac Poucette (altitude : 430 m). Dans sa descente, la rivière s'élargit jusqu'au pont de la route forestière ; puis s'élargit à nouveau, avant de rétrécir à cause de falaises de montagnes. Puis la rivière bifurque vers l'est, puis vers le nord, et à nouveau vers l'est. Elle récupère les eaux du lac Price (côté sud) et du ruisseau Anto (côté nord) lequel draine le lac Antoine (altitude : 436 m) et Gobin (altitude : 378 m). La rivière Lachance termine son parcours dans une petite plaine enchâssée entre des montagnes dont un sommet culmine à 507 m au nord et un autre à 472 m au sud. La rivière Lachance se déverse sur la rive nord de la rivière Matawin, dans un coude de la rivière, en aval des Petits rapides Price, près de la limite nord du canton d'Arcand.

## Toponymie
Le terme Lachance est associé à un patronyme de famille d'origine française. Les toponymes rivière Lachance et lac Lachance sont liés. Le toponyme rivière Lachance a été officialisé le 5 décembre 1968 à la Banque des noms de lieux de la Commission de toponymie du Québec.